# Shishgarh
Shishgarh é uma cidade e uma nagar panchayat no distrito de Bareilly, no estado indiano de Uttar Pradesh.

## Geografia
Shishgarh está localizada a 28° 43′ N, 79° 19′ L. Tem uma altitude média de 174 metros (570 pés).

## Demografia
Segundo o censo de 2001, Shishgarh tinha uma população de 20,672 habitantes. Os indivíduos do sexo masculino constituem 52% da população e os do sexo feminino 48%. Shishgarh tem uma taxa de literacia de 27%, inferior à média nacional de 59.5%: a literacia no sexo masculino é de 36% e no sexo feminino é de 17%. Em Shishgarh, 20% da população está abaixo dos 6 anos de idade.